# 4889 Praetorius
4889 Praetorius је астероид главног астероидног појаса. Приближан пречник астероида је 18,39 ,
а средња удаљеност астероида од Сунца износи 3,095 астрономских јединица (АЈ).
Инклинација (нагиб) орбите у односу на раван еклиптике је 13,945 степени, а орбитални период износи 1989,083 дана (5,445 година). Ексцентрицитет орбите астероида износи 0,192.
Апсолутна магнитуда астероида износи 11,90 а геометријски албедо 0,090.
Астероид је откривен 19. октобра 1982. године.